# Agostino Bausa
Agostino Bausa (Firenze, 23 febbraio 1821 – Firenze, 15 aprile 1899) è stato un cardinale e arcivescovo cattolico italiano.

## Biografia
Nacque a Firenze il 23 febbraio 1821. Entrò nell'ordine dei predicatori. Papa Leone XIII lo elevò al rango di cardinale nel concistoro del 23 maggio 1887, con il titolo di Santa Maria in Domnica.
Dopo la morte di Mons. Eugenio Cecconi (giugno 1888), fu nominato arcivescovo di Firenze (11 febbraio 1889) e consacrato da Papa Leone XIII stesso. Pochi giorni dopo veniva nominato cardinale prete con il titolo di Santa Sabina, prima di diventare un mese dopo cardinale vescovo vero e proprio. fece il suo ingresso nella diocesi il 25 marzo 1889.
Il suo episcopato si basò su alcune linee di azione, che egli aveva riassunto nel programma stabilito per il Congresso mariano di Firenze: "Lega contro la bestemmia e la profanazione dei giorni festivi, catechismo, sacre missioni, associazioni cattoliche, ricorso a Maria Santissima e devozione all'eucaristia."
Su questi punti egli insisté particolarmente con i parroci e con i fedeli durante la sua visita parrocchiale, oltre che con la predicazione e i suoi numerosi scritti.
Morì il 15 aprile 1899 all'età di 78 anni.

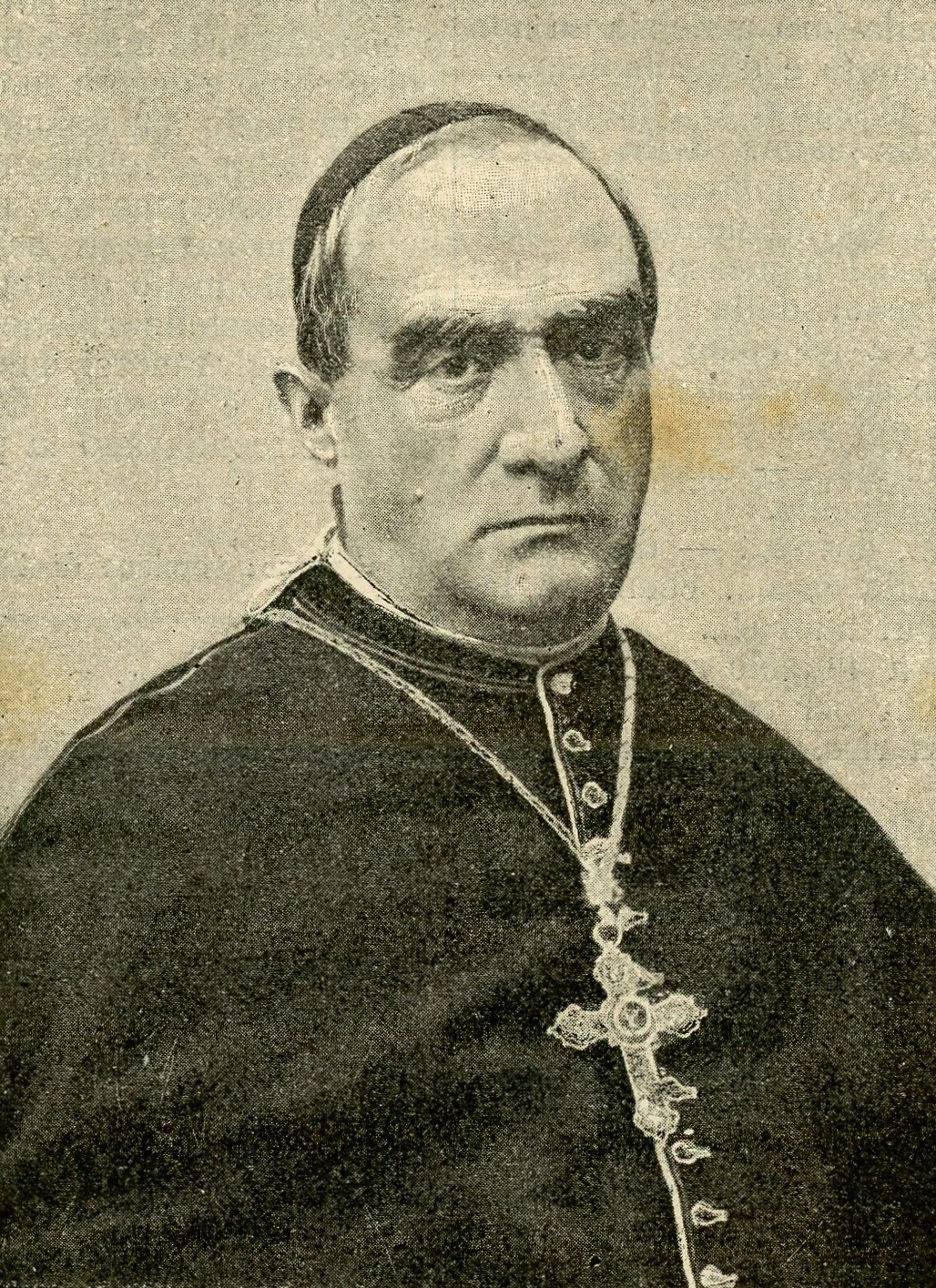
Il cardinale Agostino Bausa

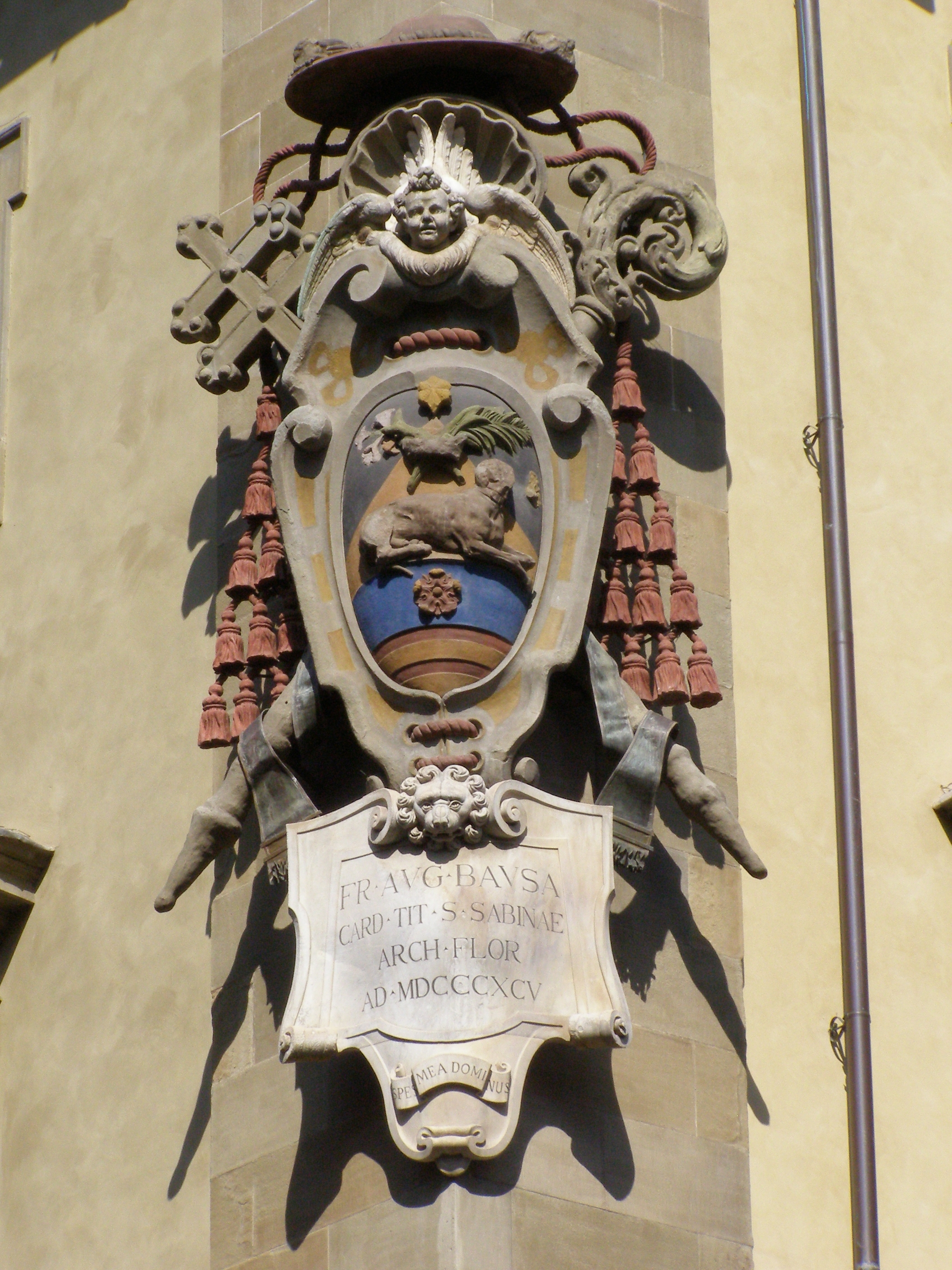
Stemma di Agostino Bausa sul Palazzo Arcivescovile di Firenze

## Genealogia episcopale
La genealogia episcopale è:
- Cardinale Scipione Rebiba
- Cardinale Giulio Antonio Santori
- Cardinale Girolamo Bernerio, O.P.
- Arcivescovo Galeazzo Sanvitale
- Cardinale Ludovico Ludovisi
- Cardinale Luigi Caetani
- Cardinale Ulderico Carpegna
- Cardinale Paluzzo Paluzzi Altieri degli Albertoni
- Papa Benedetto XIII
- Papa Benedetto XIV
- Papa Clemente XIII
- Cardinale Marcantonio Colonna
- Cardinale Giacinto Sigismondo Gerdil, B.
- Cardinale Giulio Maria della Somaglia
- Cardinale Luigi Lambruschini, B.
- Papa Leone XIII
- Cardinale Agostino Bausa, O.P.